# Тионвил
Тионвил (фр. Thionville) град је у Француској, у департману Мозел.
По подацима из 1999. године број становника у месту је био 40.907.

## Демографија
| 1962.  | 1968.  | 1975.  | 1982.  | 1990.  | 1999.  | 2011.  |
| ------ | ------ | ------ | ------ | ------ | ------ | ------ |
| 31.811 | 37.079 | 43.020 | 40.573 | 39.712 | 40.907 | 40.951 |

## Партнерски градови
- Гао
- Варало Помбија